# Johann Bachstrom
Jan Fryderyk hay Johann Friedrich Bachstrom (sinh ngày 24 tháng 12 năm 1688, gần Rawitsch, nay là Rawicz, Ba Lan - mất ngày tháng 6 năm 1742, Nieswiez, nay là Nyasvizh, Belarus) là nhà văn, nhà khoa học và nhà thần học thuộc Giáo hội Luther. Các tác phẩm của ông chủ yếu viết bằng tiếng Latinh, tiếng Đức và tiếng Pháp với bút danh Joannis Friderici và Jean-Frédéric. Vì ông viết nhiều tác phẩm khi còn ở Hà Lan, nên thường bị coi là bác sĩ và nhà văn người Hà Lan.

## Cuộc đời và sự nghiệp
Bachstrom sinh năm 1688, con trai của một thợ cắt tóc gần Rawicz, Ba Lan. Năm 1708, ông học thần học ở Halle (một thành phố của tiểu bang Sachsen-Anhalt) và từ tháng 3 năm 1710 ông theo học tại thành phố Jena ở Đức. Ông chuyển đến vùng Stroppen, Śląsk để làm nhà thuyết giáo. Tuy nhiên ông bị từ chối vì nghi ngờ tính chính thống. Sau đó Bachstrom chuyển đến Wengrow. Đến năm 1729, tại Constantinopolis (Kinh đô của Đế chế Đông La Mã), ông thành lập xưởng in và bắt đầu dịch Kinh thánh sang tiếng Thổ Nhĩ Kỳ. Hành động này của ông gây ra nhiều sự nhiễu nhương cho xã hội và ông buộc phải chạy trốn khỏi thành phố.

## Chuyên luận về bệnh scorbut
Từ đầu những năm 1730, Bachstrom đến Leiden và bắt đầu nghiên cứu. Nhiều quan điểm của ông đi trước thời đại. Ví dụ, ông tuyên bố rằng phụ nữ có quyền trở thành bác sĩ y tế và các thủy thủ nên được dạy bơi trước khi ra khơi. Đặc biệt, ông khuyến khích việc ăn trái cây tươi và rau quả để chữa bệnh scorbut. Trong cuốn sách năm 1734 mang tựa đề Observationes circa scorbutum ("Quan sát về bệnh Scorbut"), ông đã viết rằng: 
bệnh scorbut xuất hiện khi kiêng hoàn toàn thực phẩm rau tươi và rau xanh; đây chỉ là nguyên nhân chính gây ra bệnh.

Bachstrom được ca ngợi là "ánh sáng duy nhất của thời đại [...] thực sự hiểu bệnh scorbut là bệnh thiếu hụt dinh dưỡng." Vào thời đó, cuốn sách của Bachstrom có lẽ đã bị quẳng vào một góc vì nội dung trong sách không phù hợp với quan điểm toàn diện phổ biến lúc bấy giờ trong y học, vốn cố gắng tìm cách giải thích tất cả các bệnh bằng một lý thuyết duy nhất và chữa chúng bằng một phương pháp chữa bệnh phổ biến.

## Tiểu thuyết gia
Năm 1736/37, ông xuất bản (với tư cách ẩn danh) một cuốn tiểu thuyết mô tả một xã hội không tưởng (utopia) được thành lập bởi những người bất đồng tôn giáo (người Inqviraner) gần một dãy núi vô danh vùng Bắc Phi. Trong xã hội này tự do tôn giáo hoàn toàn tồn tại. Cuốn tiểu thuyết được đúc kết từ những trải nghiệm của chính ông trong thời gian ở Constantinopolis và chịu ảnh hưởng bởi tác phẩm Lettres persanes của Montesquieu và Robinson Crusoe của Defoe.
Có lẽ là vì những quan điểm tự do của mình về tôn giáo, ông đã bị tu sĩ Dòng Tên bắt giam và giết hại (bằng cách siết cổ) tại Nieswiez ở Ba Lan-Litva (nay là Belarus) vào năm 1742.

## Sách
- Observationes circa scorbutum : ejusque indolem, causas, signa, et curam, institutæ, eorum præprimis in usum, qui Groenlandiam & Indiam Orientis petunt. Leiden, Conrad Wishoff, 1734
- Nova aestus marini theoria, Leiden, 1734
- Bey zwei hundert Jahr lang unbekannte, nunmehro aber entdeckte vortreffliche Land der Inqviraner: : Aus der Erzehlung Eines nach langwieriger Kranckheit in unsern Gegenden verstorbenen Aeltesten dieses glückseligen Landes, Nach allen seinen Sitten, Gebräuchen, Ordnungen, Gottesdienst, Wissenschafften, Künsten, Vortheilen und Einrichtung umständlich beschrieben, Und dem gemeinen Wesen zum Besten mitgetheilet. Breslau, 1736/37
- L'Art de Nager, ou Invention à l'aide de laquelle on peut toujours se sauver du Naufrage; &, en cas de besoin, fair passer les plus larges Rivières à les Armées entières. Amsterdam, Zacharie Chatelain, 1741. Mặc dù được gọi là L'Art de Nager (Nghệ thuật Bơi lội), cuốn sách này chủ yếu đề cập về cách cứu sống người bị nạn và chủ yếu mô tả việc ông phát minh ra áo phao.